# ジェイムズ・ステュワート (初代リッチモンド公爵)

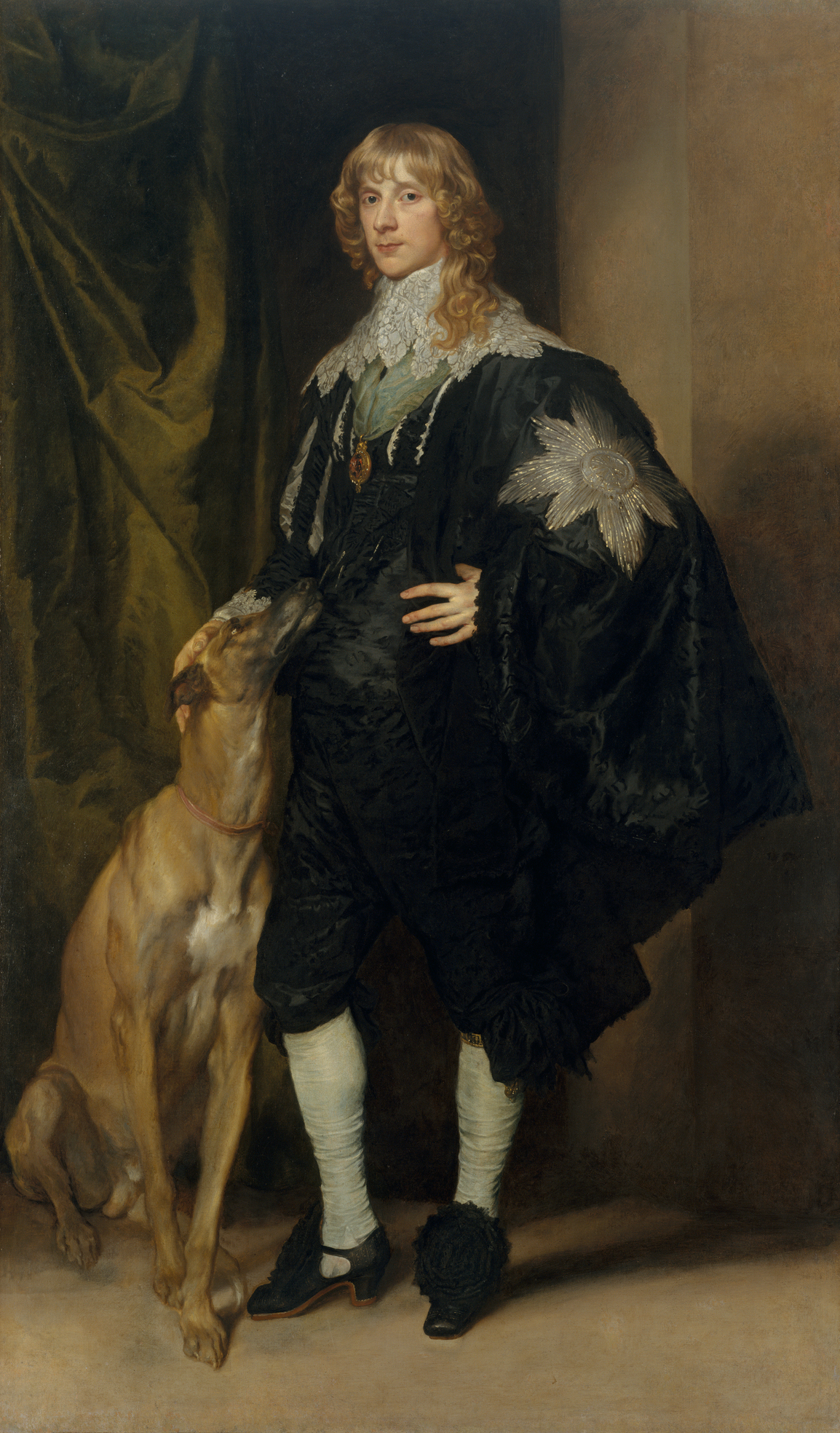
初代リッチモンド公の肖像画（アンソニー・ヴァン・ダイク画）

初代リッチモンド公爵・第4代レノックス公爵ジェイムズ・ステュワート（英: James Stewart, 1st Duke of Richmond, 4th Duke of Lennox, KG, PC, 1612年4月6日 - 1655年3月30日）は、清教徒革命（イングランド内戦）期のスコットランド、イングランドの貴族。
1624年に父からスコットランド貴族爵位レノックス公爵位を継承し、1641年にはイングランド貴族爵位リッチモンド公爵位に叙された。

## 経歴
1612年4月6日、スコットランド貴族の第3代レノックス公爵エズメ・ステュワートとその妻の第2代クリフトン女男爵キャサリン・クリフトンの長男として生まれる。
1633年にガーター勲章を受勲し、スコットランドとイングランドの枢密顧問官に列する。1637年には母からクリフトン男爵位を継承した。
1640年から1642年にかけて五港長官を務めた。1641年には王室家政長官に就任。
1641年8月にイングランド貴族爵位のリッチモンド公爵に叙せられた。この爵位は特別継承権で弟ジョージ・ステュアートにも継承が認められている。
1642年8月の第一次イングランド内戦勃発直前から王党派と見られ、長期議会を6ヶ月停会したらどうか提案した時に庶民院の反対多数で否決され、厩舎を議会派に荒らされ馬を全て引き出されたりした。内戦では王党派として行動し、カンバーランド公ルパートの数少ない味方として彼を支える一方、1644年11月にはイングランド王チャールズ1世によりサウサンプトン伯爵トマス・リズリーと共に議会派との和睦に応じる国王のメッセージを届ける使者として選ばれて12月にロンドン・ウェストミンスターに派遣され、1645年1月にアクスブリッジで行われた和睦交渉に使節団の団長として出席した。同年には皇太子評議会議長（President of the Council of the Prince of Wales）となる。ネイズビーの戦いにも参加した。
ネイズビーの戦後はイングランドを彷徨うチャールズ1世に同行して7月にウェールズで滞在、ルパートから議会派との和睦をチャールズ1世に求める手紙を受け取っている。内戦には2人の弟ジョン・ステュワート卿とバーナード・ステュワート卿も王党派に従っていたが、それぞれ1644年3月29日のチェリトンの戦い、1645年9月24日のロウトン・ヒースの戦いで戦死した。
共和政期の1655年3月30日に死去。4月18日にロンドン・ウェストミンスター寺院に葬られた。爵位は長男エズメ・ステュワートが継承した。

## 栄典

### 爵位
1580年3月5日に父の死により以下の爵位を新規に与えられた。
- 第4代レノックス公爵 (4th Duke of Lennox)
（1581年8月5日の勅許状によるスコットランド貴族爵位）
- 第2代マーチ伯爵 (2nd Earl of March)
（1619年6月7日の勅許状によるイングランド貴族爵位）
- 第4代レノックス伯爵（英語版） (4th Earl of Lennox)
（1580年3月5日の勅許状によるスコットランド貴族爵位）
- 第4代ダーンリー伯爵 (4th Earl of Darnley)
（1581年8月5日の勅許状によるスコットランド貴族爵位）
- レイトン・ブロムズウォルドのレイトン・ボルムズウォルドの第2代ステュアート男爵 (2nd Baron Stuart of Leighton Bromswold, of Leighton Bromswold)
（1619年6月7日の勅許状によるイングランド貴族爵位）
- 第4代ダーンリー＝オウビニー＝ダルキース卿 (4th Lord Darnley, Aubigny and Dalkeith)
（1580年3月5日の勅許状によるスコットランド貴族爵位）
- 第4代オウビニー＝ダルキース＝トーボルトン＝アバーダー卿 (4th Lord Aubigny, Dalkeith, Torboltoun and Aberdour)
（1581年8月5日の勅許状によるスコットランド貴族爵位）

1637年8月21日に母の死により以下の爵位を継承した。
- ハンティンドン州におけるレイトン・ブロムズウォルドの第3代クリフトン男爵（英語版） (3rd Baron Clifton, of Leighton Bromswold in the County of Huntingdon)
（1608年7月9日の議会招集令状（英語版）によるイングランド貴族爵位）

1641年8月8日に以下の爵位を新規に叙せられた。
- 初代リッチモンド公爵 (1st Duke of Richmond)
（勅許状によるイングランド貴族爵位）

### 勲章
- 1633年、ガーター騎士団(勲章)ナイト（KG）[1][2]

## 家族
初代バッキンガム公爵ジョージ・ヴィリアーズの娘メアリーと結婚。彼女との間に以下の2子を儲けた。
- 長男エズメ・ステュワート（1649年 - 1660年） - 第2代リッチモンド公爵・第5代レノックス公爵位を継承
- 長女メアリー・ステュワート（1651年 - 1668年） - 初代アラン伯爵リチャード・バトラー（英語版）と結婚。兄の死後、第5代クリフトン女男爵位を継承